# Aeroportul Gore Bay-Manitoulin
Aeroportul Gore Bay-Manitoulin (IATA: YZE, ICAO: CYZE) este un aeroport din Ontario, Canada ce deservește zona Gore Bay⁠(d). Aeroportul a fost tranzitat în 2016 de 0 pasageri. A fost numit după zona deservită.
Situat la o altitudine de 190 m, aeroportul dispune de o singură pistă.